# Parommidion
Parommidion is een kevergeslacht uit de familie van de boktorren (Cerambycidae). De wetenschappelijke naam van het geslacht werd voor het eerst geldig gepubliceerd in 1974 door Martins.

## Soorten
Parommidion omvat de volgende soorten:
- Parommidion extricatum Martins, 1974
- Parommidion inauditum Napp & Martins, 1984